# Maciek Sykut
Maciek Sykut (* 21. Juni 1986 in Warschau) ist ein ehemaliger US-amerikanischer Tennisspieler.

## Karriere
Maciek Sykut spielte hauptsächlich auf der ATP Challenger Tour und der ITF Future Tour. Er konnte 13 Doppelsiege auf der ITF Future Tour feiern. Auf der ATP Challenger Tour gewann jetzt zwei Doppelturniere, im Jahr 2011 in Quito und im Jahr 2012 in Barranquilla. Zum 16. Juli 2012 durchbrach er erstmals die Top 150 der Weltrangliste im Doppel und seine höchste Platzierung war der 145. Rang im Juli 2012.
Seit letztes Turnier spielte er 2012 beim Challenger in Cali. Seit 2013 wird er nicht mehr in der Weltrangliste geführt.

## Erfolge
| Legende (Anzahl der Siege)  |
| Grand Slam                  |
| ATP World Tour Finals       |
| ATP World Tour Masters 1000 |
| ATP World Tour 500          |
| ATP World Tour 250          |
| ATP Challenger Tour (2)     |

### Doppel

#### Turniersiege
| Nr. | Datum            | Turnier      | Belag | Partner              | Finalgegner                       | Ergebnis         |
| --- | ---------------- | ------------ | ----- | -------------------- | --------------------------------- | ---------------- |
| 1.  | 23. Oktober 2011 | Quito        | Sand  | Juan Sebastián Gómez | Andre Begemann Izak van der Merwe | 3:6, 7:5, [10:8] |
| 2.  | 1. April 2012    | Barranquilla | Sand  | Nicholas Monroe      | Marcel Felder Frank Moser         | 2:6, 6:3, [10:5] |